# TracesOfWar
TracesOfWar is een tweetalige website en mobiele app, die gratis informatie en actualiteiten biedt over de mondiale oorlogsgeschiedenis, in het bijzonder de Tweede Wereldoorlog.
TracesOfWar is een project van de Nederlandse STichting Informatie WereldOorlog Twee (STIWOT). In de website zijn de vroegere websites Go2War2.nl, Oorlogsmusea.nl, WW2Awards.com en WO2Actueel.nl samengevoegd. Hij belicht de oorlogsgeschiedenis vanuit militair, politiek en maatschappelijk gezichtspunt, verdeeld over de domeinen Artikelen, Bezienswaardigheden, Actueel, Personen, en Onderscheidingen. De website wordt onderhouden door ongeveer tachtig onafhankelijke vrijwilligers.